# Parque transfronterizo del Gran Limpopo

Esquema del Parque Transfronterizo del Gran Limpopo

Bajo el nombre de Parque Transfronterizo del Gran Limpopo (PTGL) se pretende unificar tres parques nacionales: el parque nacional de Limpopo de Mozambique, el parque nacional Kruger de Sudáfrica y el parque nacional Gonarezhou de Zimbabue. Tiene por objeto que los turistas que lo visiten puedan desplazarse por su interior sin barreras fronterizas, y disfrutar de la mayor reserva natural del planeta con total libertad.
El Acuerdo de Skukuza firmado en el año 2000 concretó la intención de las tres naciones de establecer y desarrollar un parque transfronterizo y un área de conservación circundante que, en ese momento, todavía se llamaba GKG TFCA.
Los beneficios de la creación del Parque Transfronterizo Gran Limpopo (PTGL) comprenden áreas clave como la conservación de la biodiversidad, la gestión de ecosistemas, los beneficios económicos derivados del ecoturismo, la construcción de paz regional y los medios de vida sostenibles para las comunidades locales.

## Parque transfronterizo
Las definiciones varían, pero esencialmente un parque transfronterizo es aquel en el que las autoridades responsables de áreas en las que la
conservación de la fauna y flora silvestres, y que limitan entre sí a través de las fronteras internacionales, acuerdan formalmente
gestionar esas zonas como una unidad integrada según un plan de gestión racionalizado. Estas autoridades también se comprometen a eliminar todas las barreras humanas dentro del Parque Transfronterizo para que los animales puedan circular libremente.
Ligeramente diferente una zona de conservación transfronteriza suele referirse a una región transfronteriza en la que las distintas zonas
de conservación, como las reservas privadas de caza, las zonas comunales de gestión de recursos naturales e incluso las concesiones de caza.
de gestión de recursos naturales, e incluso zonas de concesión de caza. Cercas, carreteras principales, líneas de ferrocarril u otras barreras
pueden separar las distintas partes. No obstante, son limítrofes y se gestionan para un uso sostenible a largo plazo de los recursos naturales, aunque la libre circulación de los mismos se realiza a través de los medios de comunicación.
de los recursos naturales a largo plazo, aunque no es posible la libre circulación de animales entre las distintas partes.

## Historia
El 10 de noviembre de 2000 se firmó la creación del Parque Transfronterizo Gaza-Kruger-Gonarezhou. Un año más tarde su nombre se cambió por el de Gran Parque Transfronterizo Limpopo. 
El tratado de unificación todavía no había sido ratificado por Mozambique ni por Zimbabue, aunque ya se habían empezado a derribar las barreras interiores para que los animales pudieran desplazarse sin problemas por toda la zona.
El 4 de octubre de 2001 se trasladaron los primeros 40 (incluidas 3 manadas reproductoras) de los 1000 elefantes previstos desde el superpoblado parque nacional Kruger al parque nacional Limpopo, devastado por la guerra. La relocación tardaría 2 años y medio en completarse.

## Objetivos
Los objetivos estratégicos del GLTP establecidos en el Tratado Internacional que lo creó, son
- Fomentar la colaboración y la cooperación transnacional entre las partes, lo que facilitará una gestión eficaz de los ecosistemas en la zona que comprende el GLTP.
- Promover alianzas en la gestión de los recursos naturales biológicos fomentando las asociaciones socioeconómicas y de otro tipo entre las partes, incluidos el sector privado, las comunidades locales y las organizaciones no gubernamentales.
- Mejorar la integridad de los ecosistemas y los procesos ecológicos naturales armonizando los procedimientos de gestión medioambiental a través de las fronteras internacionales y esforzándose por eliminar las barreras artificiales que impiden el movimiento natural de la fauna.
- Facilitar el establecimiento y el mantenimiento de una base económica subregional sostenible mediante marcos de desarrollo, estrategias y planes de trabajo adecuados.
- Desarrollar el ecoturismo transfronterizo como medio para fomentar el desarrollo socioeconómico regional.
- Establecer mecanismos que faciliten el intercambio de información técnica, científica y jurídica para la gestión conjunta del ecosistema.

## Medio Ambiente
Corresponde a la ecorregión de la sabana arbolada de mopane del Zambeze. Los cañones del parque Kruger han sido nombrados Reserva de la Biosfera por la Unesco. En 2006 el periódico La Vanguardia publicó un artículo sobre este parque nacional hablando también de los problemas políticos y económicos.
Conservación
Las matanzas masivas, la caza de trofeos y las invasiones de agricultores y pastores han mermado todas las especies importantes de mamíferos y reptiles, así como varias especies de aves del páramo. Sin embargo, los gobiernos sudafricano y zimbabuense han reservado vastas extensiones de veld como reservas de vida silvestre. Los esfuerzos de conservación de la fauna en el sur de África se han visto favorecidos por la creación del Parque Transfronterizo del Gran Limpopo. El león, el leopardo, el guepardo, la jirafa, el elefante, el hipopótamo, el oryx, el kudú, el eland, el antílope sable y el antílope ruano sólo sobreviven en estas zonas protegidas o cerca de ellas. Los mamíferos más pequeños, la mayoría de los reptiles y casi todas las aves -excepto el avestruz, que ha sido prácticamente eliminado de la sabana- aún se encuentran en estado salvaje.

## Beneficios de la creación del Parque Transfronterizo Gran Limpopo
- Conservación de la biodiversidad

El PTGL es uno de los parques transfronterizos más grandes de África, abarcando una amplia gama de ecosistemas, como sabanas, humedales, bosques y praderas. Esta rica biodiversidad incluye especies icónicas como elefantes, leones, rinocerontes y búfalos, así como una gran variedad de especies de plantas y aves.
Al vincular el Parque Nacional Kruger (Sudáfrica), el Parque Nacional Gonarezhou (Zimbabue) y el Parque Nacional Limpopo (Mozambique), el PTGL crea un corredor de vida silvestre conectado. Esto permite el movimiento libre de la fauna a través de las fronteras, promoviendo la diversidad genética y aumentando la resiliencia de las especies frente a cambios ambientales o enfermedades. También facilita la recuperación de especies en peligro de extinción como el perro salvaje africano y el rinoceronte.
- Mejora en la gestión de los ecosistemas

Los parques transfronterizos permiten una gestión coordinada de los ecosistemas a través de las fronteras nacionales. En lugar de tener esfuerzos de conservación aislados en cada país, el PTGL permite una planificación y gestión integrada de los ecosistemas compartidos. Esto incluye la gestión de los recursos hídricos, las migraciones animales y la protección de hábitats naturales frente a amenazas como la caza furtiva, la deforestación y el cambio climático.
La responsabilidad compartida entre los tres países para gestionar el parque también conduce a un enfoque más unificado para combatir problemas como el comercio ilegal de fauna silvestre y las especies invasoras, que de otro modo serían más difíciles de abordar en parques nacionales aislados.
- Beneficios económicos a través del ecoturismo

Uno de los principales motores detrás de la creación del PTGL es el potencial para el ecoturismo regional. Al crear un parque más grande e interconectado, el PTGL puede atraer a turistas de todo el mundo. La oferta única de ver grandes manadas de elefantes, grandes felinos y otra fauna africana en un entorno prístino atrae al turismo de alto nivel y fomenta las oportunidades económicas en las comunidades locales.
El ecoturismo puede generar empleo en las comunidades locales que rodean el parque. Estos empleos incluyen trabajos en el turismo, la gestión del parque, la hostelería, el transporte y la artesanía. También puede generar ingresos para los esfuerzos de conservación, con una parte de los ingresos del turismo reinvertidos en el mantenimiento y la expansión del parque.
- Construcción de paz y cooperación regional

La creación del PTGL es un símbolo de la cooperación regional y una herramienta para la construcción de paz. Al trabajar juntos, países que previamente estaban políticamente divididos (especialmente Zimbabue y Mozambique, que han tenido períodos de inestabilidad) pueden desarrollar intereses mutuos en la conservación y el desarrollo sostenible.
Los parques transfronterizos pueden fortalecer las relaciones políticas y facilitar la gobernanza colaborativa, fomentando la confianza y mejorando los lazos diplomáticos. Las estructuras de gestión conjunta, como las Áreas de Conservación Transfronteriza (TFCAs), fomentan la colaboración y pueden conducir a la mejora de las relaciones transfronterizas.
- Medios de vida sostenibles para las comunidades locales

El PTGL ofrece una oportunidad para medios de vida sostenibles a través de iniciativas como la conservación basada en la comunidad, que involucra a las comunidades locales en la gestión del parque y en los beneficios derivados de los recursos naturales. Las comunidades locales pueden acceder a actividades generadoras de ingresos, como los recorridos guiados, la agricultura sostenible y las artesanías.
Además, al centrarse en prácticas económicas amigas de la conservación, el PTGL ofrece un modelo para integrar la conservación y el desarrollo, donde las personas locales se benefician económicamente sin agotar los recursos naturales.

## Desafíos en la creación del Parque Transfronterizo Gran Limpopo
La creación del PTGL cpomprende también hacer frente a ciertos desafíos, entre los que se cuentan:
- Desafíos políticos y administrativos

El PTGL abarca tres países, cada uno con su propio sistema político, estructuras de gobernanza y marcos regulatorios. Alinear estos sistemas para crear un enfoque de gestión unificado es un desafío significativo.
Las diferencias en las políticas nacionales sobre el uso de la tierra, la conservación de la fauna y la gestión de los parques pueden generar fricciones. Por ejemplo, los problemas de propiedad de la tierra pueden surgir en algunas áreas, especialmente en Mozambique y Zimbabue, donde las políticas de reforma agraria han sido controvertidas.
La coordinación de políticas en materia de protección ambiental, aplicación de la ley y turismo puede ser complicada debido a las prioridades nacionales divergentes. La creación de una autoridad de gestión conjunta es un proceso complejo y que consume mucho tiempo, que requiere una extensa diplomacia y negociación.
- Intereses nacionales en conflicto

Si bien el PTGL busca crear beneficios compartidos, los intereses nacionales a menudo entran en conflicto. Por ejemplo, las presiones económicas para usar la tierra para la agricultura, la minería u otras formas de desarrollo pueden socavar los objetivos de conservación.
Pueden existir prioridades contrapuestas entre la protección ambiental y el desarrollo económico local. Si bien el ecoturismo puede proporcionar beneficios sustanciales, también puede verse como un interés "extranjero" que compite con otras actividades económicas locales, como la agricultura o la minería.
- Conflictos entre humanos y fauna

El ecosistema más grande e interconectado también significa que los conflictos entre humanos y fauna pueden ocurrir con mayor frecuencia. A medida que los animales se desplazan a través de las fronteras y entran en áreas habitadas por personas, pueden surgir problemas como daños a cultivos, depredación del ganado e incluso ataques a personas.
Es necesario establecer estrategias efectivas para mitigar el conflicto entre humanos y fauna (como zonas de amortiguamiento, sistemas de alerta temprana y esquemas de compensación). La gestión de estos conflictos es esencial para mantener el apoyo local al parque.
- Caza furtiva y comercio ilegal de fauna

A pesar de los esfuerzos por promover la conservación, la caza furtiva sigue siendo una amenaza significativa para el GLTP. La rica biodiversidad del parque, incluyendo especies como elefantes y rinocerontes, lo convierte en un objetivo para el comercio ilegal de fauna.
El tamaño expansivo del parque y su naturaleza transfronteriza pueden dificultar la aplicación de esfuerzos de protección. La existencia de organizaciones criminales internacionales involucradas en el tráfico de fauna silvestre complica aún más la lucha contra la caza furtiva.
- Financiamiento y recursos

Los recursos financieros necesarios para gestionar y proteger un área tan extensa pueden ser significativos. Si bien los ingresos por ecoturismo pueden contribuir al presupuesto del parque, a menudo no son suficientes para cubrir los altos costos de conservación, desarrollo de infraestructuras y gestión del parque.
El PTGL también depende del apoyo de donantes internacionales para obtener financiación, lo cual puede ser inconsistente. Conseguir una sostenibilidad financiera a largo plazo para el parque, especialmente con financiamiento fluctuante, es un desafío constante.
- Desafíos culturales y sociales

La creación de un parque transfronterizo a menudo implica desplazamientos o restricciones sobre el uso de la tierra para las comunidades locales que tradicionalmente han vivido en o alrededor de la zona. Esto puede generar resistencia social o conflictos con las poblaciones locales, especialmente si sienten que la creación del parque no les beneficia directamente.
La participación comunitaria y la aceptación por parte de los grupos interesados son fundamentales para el éxito a largo plazo del GLTP. Si las comunidades locales se sienten excluidas o desfavorecidas por el parque, pueden resistirse a los esfuerzos de conservación, lo que podría llevar a más desafíos en la gestión del parque.

## Actividades
- Sendero ecológico Shingwedzi 4x4: sendero 4x4 totalmente autosuficiente de cinco noches y seis días. Comienza en el sitio de pícnic Pafuri en el parque nacional Kruger, ingresa a Mozambique en el puesto fronterizo de Pafuri y atraviesa el parque nacional do Limpopo, el sector de Mozambique del Parque Transfronterizo Gran Limpopo para acampar en bandejas y orillas del río.
- Ruta de piragüismo Rio Elefantes: remar por tres días por el río Olifants desde su confluencia con el Shingwedzi hasta su confluencia con el Limpopo. Campamento salvaje al lado del río en rústicos campamentos. Guiado, totalmente atendido y portado.
- Sendero Palarangala Wilderness: tres noches de acampada en un campo rústico con días explorando la prístina área silvestre repleta de juegos del adyacente parque nacional Kruger. Guiado y completamente atendido.
- Ruta de senderismo de Lebombo: ruta de tres noches y cuatro días en la que se camina a través de la naturaleza virgen con buenos avistamientos de aves y juegos. Completamente atendido con alojamiento durante la noche en campamentos rústicos. Guiado, totalmente atendido y portado.
- Sendero para mochileros y pesca en el desfiladero de Elefantes: sendero guiado totalmente autosuficiente de tres noches y cuatro días atravesando la meseta de los Lebombos, acampando salvajemente y pescando tigre desde las orillas de la presa Massingir, un importante criadero del cocodrilo del Nilo.[9]

## El parque incluirá lo siguiente
- Parque transfronterizo del Gran Limpopo
  - Parque Nacional Kruger alrededor de 18 989 km² (incluidas las granjas de caza privadas que son signatarias del Acuerdo de Cooperación Transfronteriza del Gran Limpopo (GLTFCA), por ejemplo, la Reserva de Caza Mjejane.[10])
  - Región de Makuleke ver también: Makuleke (tribu) y Makuleke alrededor de 240 km²
  - Parque Nacional Limpopo ( Mozambique ) unos 10 000 km²
  - Parque Nacional Banhine ( Mozambique ) unos 7000 km²
  - Parque Nacional de Zinave ( Mozambique ) unos 6000 km²*
  - Reserva de Elefantes de Maputo ( Mozambique ) unos 700 km²
  - Parque Nacional Gonarezhou ( Zimbabue ) unos 5053 km²
  - Santuario Manjinji Pan ( Zimbabue )
  - Área Safari de Malipati ( Zimbabue )
  - Área de safari de Sengwe ( Zimbabue )